# Mixelek
A Mixelek (eredeti cím: Mixels) 2014 és 2016 között vetített amerikai–dán televíziós számítógépes animációs vígjátéksorozat, amelyet John Fang és Dave Smith alkotott. 
Magyarországon 2014. február 2-án, Amerikában 2014. február 12-én mutatta be a Cartoon Network. A LEGO gyártja a játékgyár Mixels termékcsaládja alapján.
A mixelek 81 darab háromfős törzsekben élnek. Ellenségeik a Nixelek, akik el akarják lopni a köbbiteket, azaz azokat a varázstárgyakat, amelyekkel a mixelek egyesülni képesek.

## Szereplők
| Szereplő                 | Eredeti hang                                                             | Magyar hang                |
| Inferniták               | Inferniták                                                               | Inferniták                 |
| ------------------------ | ------------------------------------------------------------------------ | -------------------------- |
| Flain                    | Tom Kenny                                                                | Horváth-Töreki Gergely     |
| Vulk                     | Jess Harnell                                                             | Endrédi Máté               |
| Meltus                   | Jess Harnell                                                             | Szabó Máté                 |
| Burnard                  | Jess Harnell                                                             | N/A                        |
| Zorch                    | David P. Smith                                                           | Seszták Szabolcs           |
| Flamzer                  | Rodger Bumpass                                                           | N/A                        |
| Kragszterek              |                                                                          |                            |
| Crader                   | David P. Smith                                                           | Előd Botond                |
| Seismo                   | Tom Kenny                                                                | Czető Roland               |
| Shuff                    | Jess Harnell                                                             | Bolla Róbert               |
| Elektroidok              |                                                                          |                            |
| Teslo                    | Tom Kenny                                                                | Endrédi Máté               |
| Zaptor                   | Jess Harnell                                                             | Seder Gábor                |
| Volectro                 | David P. Smith                                                           | Seszták Szabolcs           |
| Frosztikonok             |                                                                          |                            |
| Slumbo                   | Fred Tatasciore                                                          | Seder Gábor                |
| Lunk                     | Billy West                                                               | Seder Gábor                |
| Flurr                    | Phil LaMarr                                                              | Kisfalusi Lehel            |
| Krog                     | Dave Fennoy                                                              | N/A                        |
| Chilbo                   | Griffin Burns                                                            | N/A                        |
| Snoof                    | Daran Norris                                                             | N/A                        |
| Fogas Bagázs (Fang Gang) |                                                                          |                            |
| Chomly                   | Phil LaMarr                                                              | Kisfalusi Lehel            |
| Gobba                    | Billy West                                                               | Czető Roland               |
| Jawg                     | Fred Tatasciore                                                          | N/A                        |
| Flexerek                 |                                                                          |                            |
| Kraw                     | Fred Tatasciore                                                          | N/A                        |
| Tentro                   | Phil LaMarr                                                              | Bartucz Attila             |
| Balk                     | Billy West                                                               | Kapácsy Miklós             |
| Tanár                    | Cree Summer                                                              | Sági Tímea                 |
| Rémség Rt. (Glorp Corp)  |                                                                          |                            |
| Glomp                    | Maddie Taylor                                                            | N/A                        |
| Glurt                    | Bumper Robinson                                                          | N/A                        |
| Torts                    | Carlos Alazraqui                                                         | N/A                        |
| Dribbal                  | Jeff Bennett                                                             | N/A                        |
| Gurggle                  | Jeff Bennett                                                             | N/A                        |
| Slusho                   | Griffin Burns                                                            | N/A                        |
| Booger                   | Tom Kenny                                                                | Orosz Gergely              |
| Szúróskák (Spikels)      |                                                                          |                            |
| Footi                    | Bumper Robinson                                                          | N/A                        |
| Scorpi                   | Maria Bamford                                                            | N/A                        |
| Hoogi                    | Maddie Taylor                                                            | N/A                        |
| Vadőr                    | Jeff Bennett                                                             | Kajtár Róbert              |
| Kapuőr                   | Rodger Bumpass                                                           | Gardi Tamás                |
| Bűvéxek (Wiztastics)     |                                                                          |                            |
| Magnifo                  | Brian Stepanek                                                           | Kováts Dániel              |
| Mesmo                    | Carlos Alazraqui                                                         | N/A                        |
| Wizwuz                   | Bumper Robinson                                                          | N/A                        |
| Orbitonok                |                                                                          |                            |
| Rokit                    | Phil Hayes                                                               | N/A                        |
| Niksput                  | Andrew Kishino                                                           | Fekete Zoltán              |
| Nurp-Naut                | Justin Grollman (Nurp) Rodger Bumpass (Naut)                             | N/A                        |
| Glowkie-k                |                                                                          |                            |
| Globert                  | Dave Fennoy                                                              | Bácskai János              |
| Boogly                   | Dave Fennoy                                                              | N/A                        |
| Vampos                   | Sam Riegel                                                               | N/A                        |
| Klinkerek                |                                                                          |                            |
| Gox                      | Chris Cox                                                                | N/A                        |
| Jinky                    | Jeff Bennett                                                             | N/A                        |
| Kamzo                    | Steve Blum                                                               | N/A                        |
| Lixerek                  |                                                                          |                            |
| Spugg                    | Daran Norris                                                             | N/A                        |
| Turg                     | Peter Jason                                                              | N/A                        |
| Tungster                 | Tom Kenny                                                                | N/A                        |
| Weldók                   |                                                                          |                            |
| Kramm                    | Dave Fennoy                                                              | N/A                        |
| Forx                     | Chris Cox                                                                | N/A                        |
| Wuzzo                    | Peter Jason                                                              | N/A                        |
| Munchók                  |                                                                          |                            |
| Snax                     | Griffin Burns                                                            | N/A                        |
| Berp                     | Tom Kenny                                                                | N/A                        |
| Vaka-Waka                | Jess Harnell (Vaka) Daran Norris (Waka)                                  | N/A                        |
| MCPD-k                   |                                                                          |                            |
| Kuffs                    | Phil Hayes (1. hang) Steve Blum (2. hang)                                | N/A                        |
| Busto                    | Chris Cox                                                                | N/A                        |
| Tiketz                   | Daran Norris                                                             | N/A                        |
| Mediválok                |                                                                          |                            |
| Camillot                 | Jeff Bennett                                                             | Kossuth Gábor              |
| Mixadel                  | Richard Steven Horvitz                                                   | Fekete Zoltán              |
| Paladum                  | Eric Bauza                                                               | Eredeti hang               |
| Király                   | Dave Fennoy                                                              | Faragó András              |
| Mixies                   |                                                                          |                            |
| Jamzy                    | Cree Summer                                                              | Bodrogi Attila             |
| Tapsy                    | Nem beszél                                                               | Nem beszél                 |
| Trumpsy                  | Nem beszél                                                               | Nem beszél                 |
| MCFD-k                   |                                                                          |                            |
| Splasho                  | Richard Steven Horvitz                                                   | N/A                        |
| Aquad                    | Steve Blum                                                               | N/A                        |
| Hydro                    | Jess Harnell                                                             | N/A                        |
| Nindzsák (Nindjas)       |                                                                          |                            |
| Cobrax                   | Leonard Garner                                                           | N/A                        |
| Spinza                   | Steve Blum                                                               | N/A                        |
| Mysto                    | Tom Kenny                                                                | N/A                        |
| Newzers                  |                                                                          |                            |
| Screeno                  | Tom Kenny                                                                | N/A                        |
| Camsta                   | Gregg Bissonette                                                         | N/A                        |
| Myke                     | Gregg Bissonette                                                         | N/A                        |
| Nixelek                  |                                                                          |                            |
| Nixel Király             | Phil Hayes (1. hang) Steve Blum (2. hang)                                | N/A                        |
| Nixel Őrnagy             | Fred Tatasciore (1. hang) Rodger Bumpass (2. hang) Peter Jason (3. hang) | Seder Gábor                |
| Nixelek                  | Fred Tatasciore                                                          | Czető Roland Baráth István |
| Állatok                  |                                                                          |                            |
| Mixapod                  | Eric Bauza                                                               | Kossuth Gábor              |
| Amphipod                 | Daran Norris                                                             | Fehérváry Márton           |

- Évadáttekintés

| Évad | Évad | Epizód | Eredeti sugárzás  | Eredeti sugárzás    | Magyar sugárzás   | Magyar sugárzás      |
| Évad | Évad | Epizód | Évadpremier       | Évadfinálé          | Évadpremier       | Évadfinálé           |
| ---- | ---- | ------ | ----------------- | ------------------- | ----------------- | -------------------- |
|      | 1    | 22     | 2014. február 12. | 2014. augusztus 31. | 2014. február 2.  | 2014. szeptember 13. |
|      | 2    | 9      | 2015. március 9.  | 2016. október 1.    | 2015. március 14. | 2016. október 22.    |

## Epizódok

### 1. évad
| Szám | Angol cím                                                            | Magyar cím                                       | Magyar bemutató      | Eredeti bemutató    |
| ---- | -------------------------------------------------------------------- | ------------------------------------------------ | -------------------- | ------------------- |
| 1    | Coconapple                                                           | Kókuszalma                                       | 2014. február 2.     | 2014. február 12.   |
| 2    | Cookironi                                                            | Hamaróni                                         | 2014. február 10.    | 2014. február 19.   |
| 3    | Hot Lava Shower                                                      | Forró láva zuhany                                | 2014. február 17.    | 2014. február 14.   |
| 4    | Electrorock                                                          | Elektrock                                        | 2014. február 24.    | 2014. március 4.    |
| 5    | Nixels                                                               | Nixelek                                          | 2014. március 3.     | 2014. március 11.   |
| 6    | Pothole                                                              | Gödör                                            | 2014. március 10.    | 2014. március 18.   |
| 7    | Murp                                                                 | Murp                                             | 2014. március 17.    | 2014. március 25.   |
| 8    | Mailman                                                              | A postás                                         | 2014. március 24.    | 2014. április 1.    |
| 9    | Another Nixel                                                        | Még egy Nixel                                    | 2014. március 31.    | 2014. április 8.    |
| 10   | Changing a Lightbulb                                                 | Villanykörte csere                               | 2014. április 7.     | 2014. május 5.      |
| 11   | Rockball                                                             | Kőlabda                                          | 2014. április 14.    | 2014. május 5.      |
| 12   | Wrong Colors                                                         | Rossz színek                                     | 2014. április 21.    | 2014. május 21.     |
| 13   | Nixel-Mix Over                                                       | Nixel csel-mix                                   | 2014. április 28.    | 2014. június 2.     |
| 14   | Bar-B-Cubes                                                          | Grillkockák                                      | 2014. május 5.       | 2014. június 9.     |
| 15   | Snow Half-Pipe                                                       | Hó félcső                                        | 2014. június 31.     | 2014. június 16.    |
| 16   | Hamlogna Conveyer Belt Madness                                       | Sonkrinolin futószalag                           | 2014. május 26.      | 2014. június 30.    |
| 17   | Vaudeville Fun                                                       | Ki mit mix                                       | 2014. június 23.     | 2014. július 7.     |
| 18   | Fang Gang Log Toss                                                   | Fogas bagázs fadobálós                           | 2014. május 16.      | 2014. július 14.    |
| 19   | High Five                                                            | Ötös                                             | 2014. május 12.      | 2014. július 21.    |
| 20   | Elevator                                                             | Lift                                             | 2014. június 9.      | 2014. július 28.    |
| 21   | Epic Comedy Adventure/The Biggest and Most Epic Mixels Minisode Ever | A legnagyobb, legszuperebb mixelek-minizód, íme! | 2014. szeptember 13. | 2014. augusztus 31. |
| 22   | Murp Romp                                                            | Murp-muri                                        | 2014. szeptember 13. | 2014. augusztus 31. |

### 2. évad
| Szám  | #   | Angol cím | Magyar cím                   | Magyar bemutató      | Eredeti bemutató     |
| ----- | --- | --- | ---------------------------- | -------------------- | -------------------- |
| 23-28 | 1-6 | Moon Madness Special Only You Can Prevent Forest Freezes, Only You! / Houston, We Have a Problem! / Crater Tots! / Things That Go Murp in the Night! / Don't Pull the Gravity Plug! / Tall Tales from Da Moon! | Hold kór                     | 2015. március 14.    | 2015. március 9.     |
| 29.   | 7   | A Quest for the Lost Mixamajig | Az elveszett turmix nyomában | 2015. szeptember 24. | 2015. szeptember 26. |
| 30.   | 8.  | Every Knight Has Its Day | Állati királyság             | 2016. március 27.    | 2016. március 5.     |
| 31.   | 9.  | Nixel Nixel Go Away | Nixel invázió                | 2016. október 22.    | 2016. október 1.     |